# St. Mirren FC
St. Mirren is een Schotse voetbalclub uit Paisley in Renfrewshire.

## Geschiedenis
De club ontstond in de 19de eeuw als een sportvereniging met onder andere rugby en cricket, maar sinds 1877 concentreert de club zich enkel op voetbal. De club werd nooit landskampioen, maar won wel drie keer de Schotse beker. De beste prestatie in de 1ste klasse was een derde plaats in 1979/80 achter Celtic FC en Aberdeen. Datzelfde seizoen werd de club de eerste Schotse club die de Anglo-Scottish Cup kon winnen.
St. Mirren degradeerde drie keer uit de Scottish Premier League, in 1992, 2001 en 2015. In totaal speelde de club 89 seizoenen in de hoogste klasse (op 110). In 2006 werd opnieuw promotie naar eerste klasse afgedwongen.

## Erelijst
- Scottish First Division / Scottish Championship

1967–68, 1976–77, 1999–2000, 2005–06, 2017-18
- Scottish Cup

1926, 1959, 1987
- Scottish League Cup

2013
- Scottish League Challenge Cup

2005

## Overzichtslijsten

### Eindklasseringen
| 14 |

| 5 |

| 9 |

| 11 |

| 11 |

| 14 |

| 6 |

| 11 |

| 6 |

| 15 |

| 12 |

| 13 |

| 7 |

| 14 |

| 14 |

| 16 |

| 12 |

| 12 |

| 15 |

| 16 |

| 17 |

| 1 |

| 11 |

| 15 |

| 17 |

| 4 |

| 5 |

| 11 |

| 6 |

| 6 |

| 1 |

| 8 |

| 6 |

| 3 |

| 4 |

| 5 |

| 5 |

| 6 |

| 5 |

| 7 |

| 7 |

| 9 |

| 7 |

| 9 |

| 10 |

| 11 |

| 4 |

| 6 |

| 7 |

| 6 |

| 4 |

| 6 |

| 5 |

| 1 |

| 12 |

| 8 |

| 7 |

| 7 |

| 2 |

| 1 |

| 11 |

| 10 |

| 11 |

| 10 |

| 11 |

| 8 |

| 11 |

| 8 |

| 12 |

| 6 |

| 7 |

| 1 |

| 11 |

| 9 |

| 7 |

| 9 |

| 6 |

| 5 |

| 6 |

| Niveau 1 | Niveau 2 | Niveau 3 | Niveau 4 |

| Periode    | Niveau 1                | Niveau 2              | Niveau 3            | Niveau 4            |
| 1893-1975  | Division One            | Division Two          | Division Three      | --                  |
| 1975-1998  | Premier Division        | First Division        | Second Division     | Third Division      |
| 1998-2013  | Scottish Premier League | First Division        | Second Division     | Third Division      |
| 2013-heden | Scottish Premiership    | Scottish Championship | Scottish League One | Scottish League Two |

### Seizoensresultaten vanaf 1999
| Seizoen | Competitie              | Niveau | Eindstand | Tsch  | Scottish Cup | Opmerking                                                                   |
| ------- | ----------------------- | ------ | --------- | ----- | ------------ | --------------------------------------------------------------------------- |
| 1998/99 | Scottish First Division | II     | 5         | ?     | 3e ronde     | Invoering Premier League                                                    |
| 1999/00 | Scottish First Division | II     | 1         | 4.946 | 3e ronde     | Leaguetopscorer: Mark Yardley (19)                                          |
| 2000/01 | Scottish Premier League | I      | 12        | 5.867 | 3e ronde     |                                                                             |
| 2001/02 | Scottish First Division | II     | 8         | 3.663 | 3e ronde     |                                                                             |
| 2002/03 | Scottish First Division | II     | 7         | 2.697 | 3e ronde     |                                                                             |
| 2003/04 | Scottish First Division | II     | 7         | 2.784 | 4e ronde     |                                                                             |
| 2004/05 | Scottish First Division | II     | 2         | 3.252 | kwartfinale  |                                                                             |
| 2005/06 | Scottish First Division | II     | 1         | 3.694 | kwartfinale  |                                                                             |
| 2006/07 | Scottish Premier League | I      | 11        | 5.381 | 3e ronde     |                                                                             |
| 2007/08 | Scottish Premier League | I      | 10        | 4.548 | kwartfinale  |                                                                             |
| 2008/09 | Scottish Premier League | I      | 11        | 5.411 | halve finale |                                                                             |
| 2009/10 | Scottish Premier League | I      | 10        | 4.414 | 8e finale    | Finalist League Cup > Rangers FC: 0-1                                       |
| 2010/11 | Scottish Premier League | I      | 11        | 4.450 | kwartfinale  |                                                                             |
| 2011/12 | Scottish Premier League | I      | 8         | 4.493 | kwartfinale  |                                                                             |
| 2012/13 | Scottish Premier League | I      | 11        | 4.389 | kwartfinale  | Winnaar League Cup > Heart of Midlothian FC: 3-2                            |
| 2013/14 | Scottish Premiership    | I      | 8         | 4.511 | 8e finale    | 15 Punten aftrek wegens te laat ingeleverde financiële stukken, anders 11e. |
| 2014/15 | Scottish Premiership    | I      | 12        | 3.906 | 4e ronde     |                                                                             |
| 2015/16 | Scottish Championship   | II     | 6         | 3.549 | 4e ronde     |                                                                             |
| 2016/17 | Scottish Championship   | II     | 7         | 3.597 | kwartfinale  |                                                                             |
| 2017/18 | Scottish Championship   | II     | 1         | 4.448 | 4e ronde     |                                                                             |
| 2018/19 | Scottish Premiership    | I      | 11        | 5.350 | 8e finale    |                                                                             |
| 2019/20 | Scottish Premiership    | I      | 9         | 5.376 | kwartfinale  | competitie na 30 wedstrijden afgebroken i.v.m. coronapandemie               |
| 2020/21 | Scottish Premiership    | I      | 8         | 0     | halve finale |                                                                             |
| 2021/22 | Scottish Premiership    | I      | 9         | 4.543 | kwartfinale  |                                                                             |
| 2022/23 | Scottish Premiership    | I      | 6         | 6.287 | 8e finale    |                                                                             |
| 2023/24 | Scottish Premiership    | I      | 5         | 6.538 | 8e finale    |                                                                             |
| 2024/25 | Scottish Premiership    | I      | 6         | 7.512 | 8e finale    |                                                                             |
| 2025/26 | Scottish Premiership    | I      | .         |       |              |                                                                             |

### St. Mirren in Europa
#Q = #kwalificatieronde, #R = #ronde, 1/8 = achtste finale, T/U = Thuis/Uit, W = Wedstrijd, PUC = punten UEFA coëfficiënten .
Uitslagen vanuit gezichtspunt St. Mirren FC
| Seizoen                                                     | Competitie        | Ronde | Land               | Club             | Totaalscore | 1e W    | 2e W       | PUC |
| ----------------------------------------------------------- | ----------------- | ----- | ------------------ | ---------------- | ----------- | ------- | ---------- | --- |
| 1980/81                                                     | UEFA Cup          | 1R    | Vlag van Zweden    | IF Elfsborg      | 2-1         | 2-1 (U) | 0-0 (T)    | 4.0 |
|                                                             |                   | 2R    | Vlag van Frankrijk | AS Saint-Étienne | 0-2         | 0-0 (T) | 0-2 (U)    | 4.0 |
| 1983/84                                                     | UEFA Cup          | 1R    | Vlag van Nederland | Feyenoord        | 0-3         | 0-1 (T) | 0-2 (U)    | 0.0 |
| 1985/86                                                     | UEFA Cup          | 1R    | Vlag van Tsjechië  | Slavia Praag     | 3-1         | 0-1 (U) | 3-0 nv (T) | 3.0 |
|                                                             |                   | 2R    | Vlag van Zweden    | Hammarby IF      | 4-5         | 3-3 (U) | 1-2 (T)    | 3.0 |
| 1987/88                                                     | Europacup II      | 1R    | Vlag van Noorwegen | Tromsø IL        | 1-0         | 1-0 (T) | 0-0 (U)    | 4.0 |
|                                                             |                   | 1/8   | Vlag van België    | KV Mechelen      | 0-2         | 0-0 (U) | 0-2 (T)    | 4.0 |
| 2024/25                                                     | Conference League | 2Q    | Vlag van Israël    | Valur Reykjavík  | 4-1         | 0-0 (U) | 4-1 (T)    | 2.0 |
|                                                             |                   | 3Q    | Vlag van Noorwegen | SK Brann         | 2-4         | 1-1 (T) | 1-3 (U)    | 2.0 |
| Totaal aantal behaalde punten voor UEFA coëfficiënten: 13.0 |                   |       |                    |                  |             |         |            |     |

Zie ook
- Deelnemers UEFA-toernooien Schotland
- Ranglijst van alle clubs die in de diverse Europa Cups zijn uitgekomen

## Bekende (oud-)spelers
- Roy Aitken
- Steve Archibald
- Ian Ferguson
- Tony Fitzpatrick
- Maikel Renfurm
- Tommy Gemmell
- Archie Gemmill

- Ilias Haddad
- Nigel Hasselbaink
- Simeon Jackson
- Paul Lambert
- Barry Lavety
- Frank McAvennie
- Frank McGarvey

- Gordon McQueen
- Victor Muñoz
- Iain Munro
- Mixu Paatelainen
- Jeroen Tesselaar
- Guðmundur Torfason

## Trainer-coaches
| Naam             | Van               | Tot               | Duels | W | G | V |
| ---------------- | ----------------- | ----------------- | ----- | - | - | - |
| Alex Ferguson    | 1 oktober 1974    | 31 mei 1978       |       |   |   |   |
| Jim Clunie       | 1 augustus 1978   | 31 december 1981  |       |   |   |   |
| Ricky McFarlane  | 31 december 1981  | 31 december 1983  |       |   |   |   |
| Alex Miller      | 1 augustus 1983   | 16 december 1986  |       |   |   |   |
| Alex Smith       | 17 december 1986  | 31 mei 1988       |       |   |   |   |
| Tony Fitzpatrick | 1 augustus 1988   | 31 mei 1990       |       |   |   |   |
| David Hay        | 1 juli 1991       | 30 juni 1992      |       |   |   |   |
| Jimmy Bone       | 1 mei 1992        | 15 augustus 1996  |       |   |   |   |
| Tony Fitzpatrick | 16 augustus 1996  | 10 september 1996 |       |   |   |   |
| Iain Munro       | 10 september 1996 | 11 september 1996 |       |   |   |   |
| Tony Fitzpatrick | 12 september 1996 | 14 december 1998  |       |   |   |   |
| Tom Hendrie      | 23 december 1998  | 5 september 2002  |       |   |   |   |
| John Coughlin    | 5 september 2002  | 25 november 2003  |       |   |   |   |
| Gus MacPherson   | 25 november 2003  | 6 juni 2010       |       |   |   |   |
| Danny Lennon     | 7 juni 2010       |                   |       |   |   |   |